# Sandalwoodponny
Sandalwoodponnyn är en hästras av ponnytyp som härstammar från öarna Sumba och Sumbawa i Indonesien. Ponnyn har fått sitt namn från det sandelträ som är en stor exportvara i Indonesien. Rasen har nästan själv bidragit till öarnas ekonomi då de är av hög kvalitet med sitt inflytande av arabiskt fullblod, som importerades till öarna av holländska kolonisatörer under 1600-talet. Sandalwoodponnyn räknas som den bättre av alla de indonesiska ponnyraserna och används till ridning, körning och som packdjur men även till kapplöpningar som sker barbacka på en fem kilometer lång distans. 

## Historia
Sandalwoodponnyerna utvecklades på öarna Sumba och Sumbawa troligtvis med hjälp av arabiska fullblod redan innan kolonisatörerna kom och förädlade de indonesiska ponnyerna. Hästar som t.ex. den mongoliska vildhästen och andra ökenhästar från Indien fördes till öarna under de första tre århundradena e.Kr. Det arabiska inflytandet sägs ha varit påtagligt redan då på grund av de arabiska handelsmän som förde hästarna med sig till öarna. De arabiska handelsmännen var även de som ökade Indonesiens hästbestånd påtagligt under några årtionden. 
Under 1600-talet koloniserades Indonesien av Holland som hade med sig ytterligare arabiska ökenhästar för att förbättra de Indonesiska hästarna. Systematisk avel av Sandalwoodponnyn ledde till en ponny av hög kvalitet som även exporterades till Australien och speciellt till Thailand där den användes som kapplöpningshäst. Även Malaysia importerade ett stort antal Sandalwoodponnyer, men dessa avlades helt upp med engelskt fullblod för att få fram större och snabbare kapplöpningshästar.

## Egenskaper
Sandalwoodponnyn är den ras av alla de indonesiska ponnyerna som har högst kvalitet på grund av den höga andelen arabiskt blod och den är även populärast bland öborna. Huvudet är litet men proportionerligt och finskuret med stora ögon. Pälsen är len och fin och känd för sin naturliga glans. Hovarna är naturligt sunda och hårda och behöver aldrig skos. Renrasiga ponnyer brännmärks ofta på höger lår. 
Ponnyn är ganska snabb och aktiv då den har bättre bog än andra indonesiska raser. Rasen har hög svansföring och är mycket eleganta. På öarna används den bland annat i en slags kapplöpning där ryttarna rider hästarna barbacka på så långa sträckor som 4-5 km, en korsning av galoppsport och distansridning. 